# Золотой талант Украины
«Золотой талант Украины» — общенациональная премия для молодых украинских футболистов. Победители определяются по итогам календарного года в двух возрастных категориях – Under 21 (игроки, которым по состоянию на конец года исполнилось не более 21 года) и Under 19 (игроки, которым по состоянию на конец года исполнилось не более 19 лет). Годовой рейтинг формируется на основе ежемесячных опросов тренеров, директоров спортивных школ, экспертов, журналистов, болельщиков. В конце года проводится итоговое голосование, к которому участники приходят с бонусными баллами (за успехи в ежемесячных опросах).
Концепцию конкурса разработал футбольный журналист Андрей Кудырко. В марте 2013 года был проведен первый ежемесячный опрос.

## Условия
Опросы проводятся в те месяцы, когда в чемпионате Украины играют матчи. Респонденты называют свои тройки лучших молодых и юных футболистов по итогам месяца, их голоса суммируются (1-е место – 3 балла, 2-е место – 2 балла, 3-е место – 1 балл). Показатели ежемесячных опросов формируют годовой рейтинг в обеих возрастных категориях – Under 21 и Under 19.
Первая десятка по итогам года допускается к итоговому голосованию с бонусными баллами (1-е место – 10, 2-е – 9, …, 10-е – 1). Кроме того, к итоговому голосованию за год допускаются футболисты, хотя бы один раз попавшие в топ-5 месяца и получившие за это бонусные баллы (1-е место – 5, 2-е – 4, …, 5-е – 1). Таким образом обеспечивается объективность конкурса – дополнительное поощрение получают футболисты, наиболее стабильно отыгравшие весь год, а не только последние месяцы перед итоговым голосованием (в традиционных опросах  побеждает чаще тот, кто ярче других проявил себя на финише, ведь недавние события лучше запоминаются).

## Призы
По итогам 2013 года шесть лучших футболистов (по три призера в каждой из двух возрастных категорий) получили призы, предоставленные партнерами конкурса, – дипломы, игровые бутсы и наручные часы.

## Победители опроса
2013 год
| Месяц       | Under 21                                                    | Under 19                 |
| ----------- | ----------------------------------------------------------- | ------------------------ |
| Март        | Иван Ордец (Ильичевец)                                      | Эдуард Соболь (Шахтёр)   |
| Апрель      | Максим Коваль (Динамо)                                      | Эдуард Соболь (Шахтёр)   |
| Май         | Иван Ордец (Ильичевец)                                      | Иван Петряк (Заря)       |
| Июль        | Максим Коваль (Динамо)                                      | Роман Пидкивка (Карпаты) |
| Август      | Иван Ордец (Ильичевец)                                      | Роман Пидкивка (Карпаты) |
| Сентябрь    | Сергей Болбат (Металлург (Донецк))                          | Эдуард Соболь (Шахтёр)   |
| Октябрь     | Сергей Болбат (Металлург (Донецк))                          | Дмитрий Ярчук (Таврия)   |
| Ноябрь      | Сергей Болбат (Металлург (Донецк)), Редван Мемешев (Волынь) | Дмитрий Ярчук (Таврия)   |
| 2013 (итог) | Иван Ордец (Ильичевец)                                      | Эдуард Соболь (Шахтёр)   |

2014 год
| Месяц       | Under 21                           | Under 19                 |
| ----------- | ---------------------------------- | ------------------------ |
| Март        | Сергей Болбат (Металлург (Донецк)) | Роман Пидкивка (Карпаты) |
| Апрель      | Никита Шевченко (Заря)             | Роман Пидкивка (Карпаты) |
| Май         | Сергей Болбат (Металлург (Донецк)) | Эдуард Соболь (Шахтёр)   |
| Август      | Руслан Малиновский (Заря)          | Валерий Лучкевич (Днепр) |
| Сентябрь    | Сергей Болбат (Металлист)          | Валерий Лучкевич (Днепр) |
| Октябрь     | Никита Шевченко (Заря)             | Валерий Лучкевич (Днепр) |
| Ноябрь      | Сергей Мякушко (Говерла)           | Валерий Лучкевич (Днепр) |
| 2014 (итог) | Руслан Малиновский (Заря)          | Валерий Лучкевич (Днепр) |

2015 год
| Месяц       | Under 21                 | Under 19                  |
| ----------- | ------------------------ | ------------------------- |
| Март        | Сергей Гринь (Ильичевец) | Валерий Лучкевич (Днепр)  |
| Апрель      | Сергей Гринь (Ильичевец) | Марьян Швед (Карпаты)     |
| Май         | Сергей Гринь (Ильичевец) | Валерий Лучкевич (Днепр)  |
| Август      | Иван Петряк (Заря)       | Виктор Коваленко (Шахтёр) |
| Сентябрь    | Иван Петряк (Заря)       | Виктор Коваленко (Шахтёр) |
| Октябрь     | Иван Петряк (Заря)       | Виктор Коваленко (Шахтёр) |
| Ноябрь      | Иван Петряк (Заря)       | Александр Зинченко (Уфа)  |
| 2015 (итог) | Иван Петряк (Заря)       | Виктор Коваленко (Шахтёр) |

2016 год
| Месяц       | Under 21                    | Under 19                  |
| ----------- | --------------------------- | ------------------------- |
| Март        | Виктор Коваленко (Шахтёр)   | Марьян Швед (Севилья)     |
| Апрель      | Виктор Коваленко (Шахтёр)   | Алексей Гуцуляк (Карпаты) |
| Май         | Виктор Коваленко (Шахтёр)   | Алексей Гуцуляк (Карпаты) |
| Август      | Виктор Коваленко (Шахтёр)   | Денис Баланюк (Днепр)     |
| Сентябрь    | Виктор Коваленко (Шахтёр)   | Виктор Цыганков (Динамо)  |
| Октябрь     | Роман Яремчук (Александрия) | Виктор Цыганков (Динамо)  |
| Ноябрь      | Артем Беседин (Динамо)      | Виктор Цыганков (Динамо)  |
| 2016 (итог) | Виктор Коваленко (Шахтёр)   | Виктор Цыганков (Динамо)  |

2017 год
| Месяц       | Under 21                    | Under 19                             |
| ----------- | --------------------------- | ------------------------------------ |
| Март        | Артем Беседин (Динамо)      | Андрей Лунин (Днепр)                 |
| Апрель      | Артем Беседин (Динамо)      | Андрей Лунин (Днепр)                 |
| Май         | Артем Беседин (Динамо)      | Андрей Лунин (Днепр)                 |
| Июль        | Виктор Цыганков (Динамо)    | Станислав Беленький (Олимпик Донецк) |
| Август      | Николай Матвиенко (Ворскла) | Станислав Беленький (Олимпик Донецк) |
| Сентябрь    | Николай Матвиенко (Ворскла) | Андрей Лунин (Заря)                  |
| Октябрь     | Николай Матвиенко (Ворскла) | Андрей Лунин (Заря)                  |
| Ноябрь      | Виктор Цыганков (Динамо)    | Андрей Лунин (Заря)                  |
| 2017 (итог) | Виктор Цыганков (Динамо)    | Андрей Лунин (Заря)                  |

2018 год
| Месяц       | Under 21                   | Under 19                     |
| ----------- | -------------------------- | ---------------------------- |
| Март        | Виктор Цыганков (Динамо)   | Андрей Лунин (Заря)          |
| Апрель      | Виктор Цыганков (Динамо)   | Андрей Лунин (Заря)          |
| Май         | Виктор Цыганков (Динамо)   | Андрей Лунин (Заря)          |
| Июль        | Виктор Цыганков (Динамо)   | Владислав Супряга (Днепр-1)  |
| Август      | Марьян Швед (Карпаты)      | Владислав Супряга (Динамо)   |
| Сентябрь    | Виктор Цыганков (Динамо)   | Владислав Вакула (Мариуполь) |
| Октябрь     | Николай Шапаренко (Динамо) | Виталий Миколенко (Динамо)   |
| Ноябрь      | Виктор Цыганков (Динамо)   | Виталий Миколенко (Динамо)   |
| 2018 (итог) | Виктор Цыганков (Динамо)   | Виталий Миколенко (Динамо)   |

2019 год
| Месяц       | Under 21                   | Under 19                      |
| ----------- | -------------------------- | ----------------------------- |
| Март        | Виталий Миколенко (Динамо) | Георгий Цитаишвили (Динамо)   |
| Апрель      | Виталий Миколенко (Динамо) | Георгий Цитаишвили (Динамо)   |
| Май-июнь    | Андрей Лунин (Леганес)     | Даниил Сикан (Мариуполь)      |
| Август      | Богдан Леднев (Заря)       | Александр Назаренко (Днепр-1) |
| Сентябрь    | Богдан Леднев (Заря)       | Владислав Супряга (Днепр-1)   |
| Октябрь     | Богдан Леднев (Заря)       | Александр Назаренко (Днепр-1) |
| Ноябрь      | Виталий Миколенко (Динамо) | Даниил Сикан (Шахтёр)         |
| 2019 (итог) | Виталий Миколенко (Динамо) | Георгий Цитаишвили (Динамо)   |

2020 год
| Месяц       | Under 21                    | Under 19                  |
| ----------- | --------------------------- | ------------------------- |
| Март        | Владислав Супряга (Днепр-1) | Арсений Батагов (Днепр-1) |
| Апрель-май  | Карантин                    | Карантин                  |
| Июнь        | Андрей Лунин (Овьедо)       | Павел Исенко (Ворскла)    |
| Июль        | Владислав Супряга (Днепр-1) | Анатолий Трубин (Шахтёр)  |
| Сентябрь    | Владислав Супряга (Динамо)  | Илья Забарный (Динамо)    |
| Октябрь     | Виктор Корниенко (Шахтёр)   | Илья Забарный (Динамо)    |
| Ноябрь      | Виталий Миколенко (Динамо)  | Илья Забарный (Динамо)    |
| 2020 (итог) | Виталий Миколенко (Динамо)  | Илья Забарный (Динамо)    |

2021 год
| Месяц       | Under 21                 | Under 19               |
| ----------- | ------------------------ | ---------------------- |
| Февраль     | Анатолий Трубин (Шахтёр) | Илья Забарный (Динамо) |
| Март        | Анатолий Трубин (Шахтёр) | Илья Забарный (Динамо) |
| Апрель      | Анатолий Трубин (Шахтёр) | Илья Забарный (Динамо) |
| Май         | Анатолий Трубин (Шахтёр) | Илья Забарный (Динамо) |
| Август      | Михаил Мудрик (Шахтёр)   | Илья Забарный (Динамо) |
| Сентябрь    | Михаил Мудрик (Шахтёр)   | Илья Забарный (Динамо) |
| Октябрь     | Михаил Мудрик (Шахтёр)   | Илья Забарный (Динамо) |
| Ноябрь      | Михаил Мудрик (Шахтёр)   | Илья Забарный (Динамо) |
| 2021 (итог) | Михаил Мудрик (Шахтёр)   | Илья Забарный (Динамо) |

2022 год
| Месяц       | Under 21                   | Under 19                   |
| ----------- | -------------------------- | -------------------------- |
| Март        | Российско-украинская война | Российско-украинская война |
| Апрель      | Российско-украинская война | Российско-украинская война |
| Май         | Российско-украинская война | Российско-украинская война |
| Сентябрь    | Михаил Мудрик (Шахтёр)     | Назар Волошин (Кривбасс)   |
| Октябрь     | Михаил Мудрик (Шахтёр)     | Марко Сапуга (Рух)         |
| Ноябрь      | Михаил Мудрик (Шахтёр)     | Назар Волошин (Кривбасс)   |
| 2022 (итог) | Михаил Мудрик (Шахтёр)     | Назар Волошин (Кривбасс)   |

2023 год
| Месяц       | Under 21                 | Under 19                 |
| ----------- | ------------------------ | ------------------------ |
| Март        | Георгий Судаков (Шахтёр) | Антон Царенко (Динамо)   |
| Апрель      | Владислав Ванат (Динамо) | Антон Царенко (Динамо)   |
| Май         | Владимир Бражко (Заря)   | Андрей Булеза (Минай)    |
| Август      | Илья Забарный (Борнмут)  | Богдан Слюбик (Рух)      |
| Сентябрь    | Георгий Судаков (Шахтёр) | Богдан Слюбик (Рух)      |
| Октябрь     | Георгий Судаков (Шахтёр) | Евгений Пастух (Рух)     |
| Ноябрь      | Илья Забарный (Борнмут)  | Егор Ярмолюк (Брентфорд) |
| 2023 (итог) | Георгий Судаков (Шахтёр) | Егор Ярмолюк (Брентфорд) |

2024 год
| Месяц          | Under 21                 | Under 19                    |
| -------------- | ------------------------ | --------------------------- |
| Март           | Назар Волошин (Динамо)   | Тарас Мыхавко (Динамо)      |
| Апрель         | Назар Волошин (Динамо)   | Матвей Пономаренко (Динамо) |
| Май            | Назар Волошин (Динамо)   | Матвей Пономаренко (Динамо) |
| Август         | Илья Квасница (Рух)      | Тарас Мыхавко (Динамо)      |
| Сентябрь       | Илья Крупский (Ворскла)  | Тарас Мыхавко (Динамо)      |
| Октябрь        | Олег Очеретько (Карпаты) | Тарас Мыхавко (Динамо)      |
| Ноябрь-декабрь | Егор Ярмолюк (Брентфорд) | Тарас Мыхавко (Динамо)      |
| 2024 (итог)    | Егор Ярмолюк (Брентфорд) | Тарас Мыхавко (Динамо)      |

2025 год
| Месяц       | Under 21                 | Under 19                 |
| ----------- | ------------------------ | ------------------------ |
| Март        | Егор Ярмолюк (Брентфорд) | Артем Степанов (Байер)   |
| Апрель      | Егор Ярмолюк (Брентфорд) | Артем Степанов (Байер)   |
| Май         | Егор Ярмолюк (Брентфорд) | Денис Марченко (Оболонь) |
| Август      |                          |                          |
| Сентябрь    |                          |                          |
| Октябрь     |                          |                          |
| Ноябрь      |                          |                          |
| 2025 (итог) |                          |                          |